# Miedziana Góra (gmina)
Pour les articles homonymes, voir Miedziana Góra.
La gmina de Miedziana Góra est une commune rurale de la voïvodie de Sainte-Croix et du powiat de Kielce. Elle s'étend sur 71,11 km2 et comptait 10 511 habitants en 2010. Son siège est le village de Miedziana Góra qui se situe à environ 7 kilomètres au nord-ouest de Kielce.

## Villages
La gmina de Miedziana Góra comprend les villages et localités de Bobrza, Ciosowa, Ćmińsk, Kostomłoty Drugie, Kostomłoty Pierwsze, Miedziana Góra, Porzecze, Przyjmo, Tumlin-Podgród et Tumlin-Wykień.

## Villes et gminy voisines
La gmina de Miedziana Góra est voisine de la ville de Kielce et des gminy de Masłów, Mniów, Piekoszów, Strawczyn et Zagnańsk.